# Botswanas præsidenter
Botswana blev uafhængig i 1966. Botswanas præsidenter har været:
| Nr | Billede               | Navn                  | Fra                | Til              | Parti                        |
|    | Præsident af Botswana | Præsident af Botswana |                    |                  |                              |
| -- | --------------------- | --------------------- | ------------------ | ---------------- | ---------------------------- |
| 1  |                       | Seretse Khama         | 30. september 1966 | 13. juli 1980    | Botswanas Demokratiske Parti |
| 2  |                       | Quett Masire          | 18. juli 1980      | 31. marts 1998   | Botswanas Demokratiske Parti |
| 3  |                       | Festus Mogae          | 1. april 1998      | 1. april 2008    | Botswanas Demokratiske Parti |
| 4  |                       | Ian Khama             | 1. april 2008      | 1. april 2018    | Botswanas Demokratiske Parti |
| 5  |                       | Mokgweetsi Masisi     | 1. april 2018      | 1. november 2024 | Botswanas Demokratiske Parti |
| 6  |                       | Duma Boko             | 1. november 2024   | Nuværende        | Botswana National Front      |